# 小叶红腺蕨
小叶红腺蕨（学名：Diacalpe adscendens）为球盖蕨科红腺蕨属下的一个种。

## 扩展阅读
- 維基物種上的相關：小叶红腺蕨